# Soyuz MS-01
Soyuz MS-01 fue la primera  misión de una nave Soyuz MS, lanzada el 7 de julio de 2016 mediante un cohete Soyuz-FG desde el Cosmódromo de Baikonur, en Kazajistán. Transportó a tres miembros de la tripulación de la Expedición 48 hacia la Estación Espacial Internacional. MS-01 fue el vuelo número 130 de una nave espacial Soyuz. El equipo estuvo compuesto por un comandante ruso, un ingeniero de vuelo japonés, y una ingeniero de vuelo estadounidense.
En una decisión tomada el 6 de junio, el lanzamiento, inicialmente previsto para el mes de junio, fue retrasado al 7 de julio, debido a problemas con el sistema de control que podrían afectar al acoplamiento con la Estación Espacial Internacional. Este acoplamiento tuvo lugar el 9 de julio, retornando a la superficie terrestre el 30 de octubre de 2016.

## Tripulantes
| Puesto               | Miembros de la tripulación                         | Miembros de la tripulación                         |
| -------------------- | -------------------------------------------------- | -------------------------------------------------- |
| Comandante           | Anatoli Ivanishin, RSA Expedición 48 Segundo vuelo | Anatoli Ivanishin, RSA Expedición 48 Segundo vuelo |
| Ingeniero de Vuelo 1 | Kathleen Rubins, NASA Expedición 48 Primer vuelo   | Kathleen Rubins, NASA Expedición 48 Primer vuelo   |
| Ingeniero de Vuelo 2 | Takuya Onishi, JAXA Expedición 48 Primer vuelo     | Takuya Onishi, JAXA Expedición 48 Primer vuelo     |